# Spry (Stati Uniti d'America)
Spry è un census-designated place (CDP) degli Stati Uniti d'America situato nello stato della Pennsylvania, nella contea di York.